# Arta (regional enhed)
Arta (græsk: Περιφερειακή ενότητα Άρτας) er en regional enhed i Grækenland, beliggende i periferien Epirus. Dens hovedstad er byen Arta .

## Geografi
Den regionale enhed Arta ligger nord for den Ambraciske bugt. De vigtigste bjergkæder er Athamanika i nordøst, Pindus i øst og Valtou i sydøst. Kun én bjergvej forbinder Arta med Pineios-dalen og Thessalien. Der er lavtliggende landbrugssletter i vest. Arta grænser op til de regionale enheder Preveza i vest, Ioannina mod nord, Trikala i øst, Karditsa mod øst og Aetolia-Acarnania mod syd.
De vigtigste floder er Acheloos i øst, Arachthos i centrum og Louros i vest. Det meste af befolkningen bor i den vestlige del af Arachthos-dalen, syd og øst for Arta. Athamanika- og Valtou-bjergene er de mindst befolkede.

## Administration
Den regionale enhed Arta er opdelt i 4 kommuner. Disse er (numrene relaterer til kortet i infoboksen):
- Arta (1)
- Central Tzoumerka ( Kentrika Tzoumerka, 3)
- Georgios Karaiskakis (2)
- Nikolaos Skoufas (4)

### Præfektur
Arta blev etableret som præfektur i 1882 (græsk: Νομός Άρτας). Som en del af Kallikratis-regeringsreformen i 2011 blev den regionale enhed Arta oprettet ud fra det tidligere præfektur Arta. Præfekturet havde samme udstrækning som den nuværende regionale enhed. Samtidig blev kommunerne omorganiseret, ifølge nedenstående tabel. 
| Ny kommune                              | Gamle kommuner       | Sæde          |
| --------------------------------------- | -------------------- | ------------- |
| Arta                                    | Arta                 | Arta          |
| Arta                                    | Amvrakikos           | Arta          |
| Arta                                    | Vlacherna            | Arta          |
| Arta                                    | Xirovouni            | Arta          |
| Arta                                    | Filothei             | Arta          |
| Centrale Tzoumerka (Kentrika Tzoumerka) | Athamania            | Vourgareli    |
| Centrale Tzoumerka (Kentrika Tzoumerka) | Agnanta              | Vourgareli    |
| Centrale Tzoumerka (Kentrika Tzoumerka) | Theodoriana          | Vourgareli    |
| Centrale Tzoumerka (Kentrika Tzoumerka) | Melissourgoi         | Vourgareli    |
| Georgios Karaiskakis                    | Georgios Karaiskakis | Ano Kalentini |
| Georgios Karaiskakis                    | Irakleia             | Ano Kalentini |
| Georgios Karaiskakis                    | Tetrafylia           | Ano Kalentini |
| Nikolaos Skoufas                        | Peta                 | Peta          |
| Nikolaos Skoufas                        | Arachthos            | Peta          |
| Nikolaos Skoufas                        | Kommeno              | Peta          |
| Nikolaos Skoufas                        | Kompoti              | Peta          |

## Historie
Arta var en af hovedstæderne i Despotatet Epirus i den sene middelalder. Den regionale enheds territorium blev afstået til Grækenland af Det Osmanniske Rige ved Konstantinopelkonventionen i 1881 sammen med Thessalien i overensstemmelse med 1878- kongressen i Berlin. Et berømt vartegn for Arta er den gamle bro over Arachthos-floden.